# 尼古拉·蒂图莱斯库

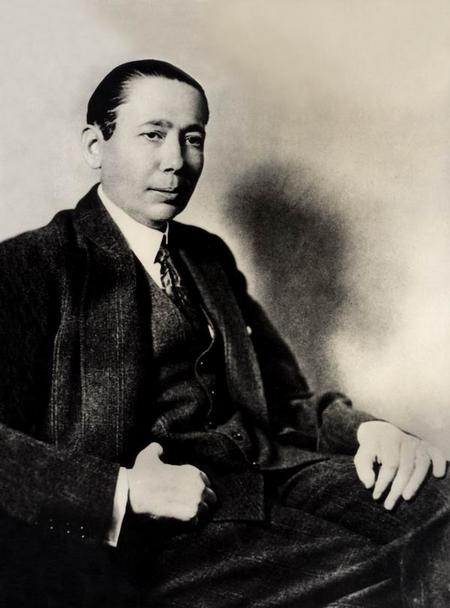
尼古拉·蒂图莱斯库

尼古拉·蒂图莱斯库（Nicolae Titulescu，1882年3月4日—1941年3月17日），罗马尼亚外交家。1900年毕业于卡罗尔一世中学后到巴黎学习法律。1905年回罗马尼亚，任拉西大学法学教授。1912年成为国会议员，5年后成为财政部长。
1918年，蒂图莱斯库在巴黎与其它人一起组建了罗马尼亚国民会议，以提升罗马尼亚人作为统一民族在国际上的地位。1927年至36年，他数度担任外交部长。
1936年，卡罗尔二世剥夺了他的所有官职，并让他离开罗马尼亚。他先在瑞士落脚，后又前往法国。流亡其间他继续通过商谈和在报纸上发表文章强调维护和平的必要。1937年回国。
同年，蒂图莱斯库再次到法国避难，并谴责法西斯政权。1941年病逝。